# Krist Novoselic
Krist Anthony Novoselić (Compton, California; 16 de mayo de 1965) es un músico y político estadounidense. Es principalmente famoso por ser el cofundador y bajista de la banda de grunge, Nirvana. También ha sido bajista y acordeonista de grupos como Flipper, Giants in the Trees, 3rd Secret y Bona Fide Band. Es fundador del partido político Cascade Party of Washington.

## Biografía
Hijo de inmigrantes croatas. Su padre, Krsto Novoselić (nacido en 1935 en la ciudad de Veli Iž, Croacia), decide huir a Alemania en la década de 1950, donde estuvo trabajando como maquinista. Después decide migrar a los Estados Unidos, a un enclave croata en la ciudad de San Pedro en California, donde conoce a una joven migrante yugoslava: Marija Mustać. En 1964 se casa con ella. La joven pareja se muda a Gardena, y de ahí fueron a vivir a Compton, California, donde nace Krist Novoselić el 16 de mayo de 1965. El joven Krist fue criado en croata y hablaba este idioma como primera lengua. La pareja más tarde tendría dos hijos más: Robert (n. 1968) y Diana (n. 1973).
Desde muy joven, Krist desarrolló un interés por la música por lo que sus padres deciden regalarle un acordeón, y comenzó a tomar clases particulares con un profesor local. A lo largo del camino, se enamoró de bandas de hard rock y proto-heavy metal como Led Zeppelin, Black Sabbath y Aerosmith. Todavía en San Pedro, Krist comenzó a asistir a la escuela secundaria Dodson Jr. High School. En 1979, la familia de Krist se muda al pueblo maderero de Aberdeen, en el estado de Washington, para comenzar de nuevo. En 1980, los padres de Krist deciden mandarlo a la ciudad de Zadar (ubicada en lo que antes era Yugoslavia), con sus parientes. Sus padres tomaron esta medida para ayudarle a sentirse mejor, ya que Krist comenzaba a caer en una depresión al sentir que no encajaba con sus compañeros de escuela, especialmente en el aspecto musical, pues la mayoría de sus compañeros escuchaban música pop, y él no tenía a nadie con quien compartir su amor por la música rock.
Viviendo en Europa llega a conocer los movimientos musicales del Punk y New Wave, y comienza a escuchar bandas como Sex Pistols, Ramones, Elvis Costello, Madness. Tras vivir un año con su tía en Yugoslavia, Krist regresa a Aberdeen y atiende la escuela secundaria JM Weatherwax en 1981. En su último año de secundaria, su madre le regala una guitarra eléctrica y comienza a tomar clases de guitarra. Durante este tiempo conoce a Matt Lukin y Buzz Osborne de una banda local llamada Melvins, con quienes hace amistad al ver que compartían un gusto musical bastante similar, y comienza a juntarse con ellos durante sus ensayos, los cuales hacían en casa de los padres de su baterista, Dale Crover.
En 1985, por parte de su hermano Robert Novoselić, conoce a quien se convertiría en uno de sus mejores amigos y colegas, Kurt Cobain. Quien le llamó la atención por ser un «inadaptado social», y ser «un tipo muy dulce con un temperamento agradable, y era bastante tranquilo y con una mente abierta sobre las cosas». Al poco tiempo descubre que Kurt tocaba la guitarra y compartía el mismo amor por la música rock y el punk. Ambos deciden formar una banda. En un principio deciden tocar covers de Creedence Clearwater Revival en bares, para ganar dinero, donde el mismo Krist hacía de vocalista mientras Cobain tocaba la batería. Pero este proyecto se vino abajo rápidamente. En 1986, Krist decide mudarse a Phoenix, Arizona, junto con su novia Shelli Dilley.

### Nirvana
Tras seis meses viviendo en Phoenix, decide regresarse a Aberdeen y pronto vuelve a juntarse con Cobain. En 1987, ambos deciden dar seriedad al proyecto de banda y reclutan al baterista Aaron Burckhard. En la banda, Kurt decide tomar el puesto de vocalista y guitarrista, y Krist el de bajista. La banda estuvo cambiando mucho de nombre, entre ellos el de Skid Row, con el que tuvieron la oportunidad de tocar en vivo en la radio KAOS en el Evergreen State College de Olympia. Finalmente la banda se decidió por el nombre de Nirvana. Más tarde el grupo cambia de baterista en tres ocasiones hasta dar con Chad Channing, y en 1988 consiguen un contrato discográfico con Sub Pop Records. Gracias a la discográfica, publican su primer álbum (Bleach) y la banda viaja de gira por Europa junto a Tad y Mudhoney.
A su regreso a los Estados Unidos, Krist y su novia Shelli se casan en diciembre de 1989 y se mudan a Olympia para poder estar cerca de donde estaba el movimiento grunge. Con el tiempo la banda comenzó a crecer en popularidad a nivel local, y su base de fanáticos era cada vez más grande. El grupo vuelve a cambiar de baterista en dos ocasiones, y en 1990 se une quien sería su baterista definitivo, Dave Grohl. En 1991, tras haber cambiado de compañía discográfica, la banda lanza el álbum Nevermind que se convirtió en un éxito a escala mundial. Gracias a esto, Krist y su esposa logran comprar su primera casa en Seattle. Debido al éxito instántaneo de la banda, Kurt Cobain comienza a entrar en una depresión y su consumo de drogas aumenta, lo cual comienza a afectar su relación con los integrantes de la banda. En 1992, Krist y su esposa no fueron invitados a la boda de Kurt Cobain y Courtney Love, ya que la pareja tenía fuertes diferencias personales con Courtney, especialmente Shelli, quien desaprobaba el uso de drogas y no toleraba como Courtney alentaba a Kurt a seguir consumiéndolas.
En septiembre de 1993, la agrupación lanza su tercer álbum de estudio, In Utero. Mucha de la popularidad de la banda se debía al canal MTV, quienes invitaban a Nirvana a eventos en vivo, así como pasar sus videoclips en televisión. Uno de los mayores eventos de la banda fue el concierto acústico de MTV Unplugged, donde la agrupación grabó el directo, MTV Unplugged in New York, el 18 de noviembre de 1993; el cual se convirtió en uno de los álbumes en vivo más vendidos a escala mundial (el álbum salió a la venta hasta noviembre de 1994). Tristemente, en abril de 1994, Kurt Cobain decide acabar con su propia vida tras haber estado varios días encerrado en su casa, víctima de la depresión y su adicción a las drogas. Tras este suceso la banda se disuelve y Krist decide alejarse momentáneamente del ojo público y de la música. No es hasta la gala de los MTV Video Music Awards de 1994, cuando Krist vuelve a aparecer para las cámaras, donde aceptó el premio a “Mejor video alternativo” por el video de la canción Heart Shaped Box, junto a Dave Grohl y Pat Smear. Al recibir el premio, hacen un homenaje y dedica unas palabras a su fallecido colega, Kurt Cobain.
En 1995, Novoselić intentó volver al mundo del rock con el debut de una nueva banda llamada Sweet 75, junto a la cantante venezolana Yva Las Vegass. Aunque únicamente hizo un álbum homónimo en 1997 antes que el grupo se disolviera.

### Carrera política y como activista

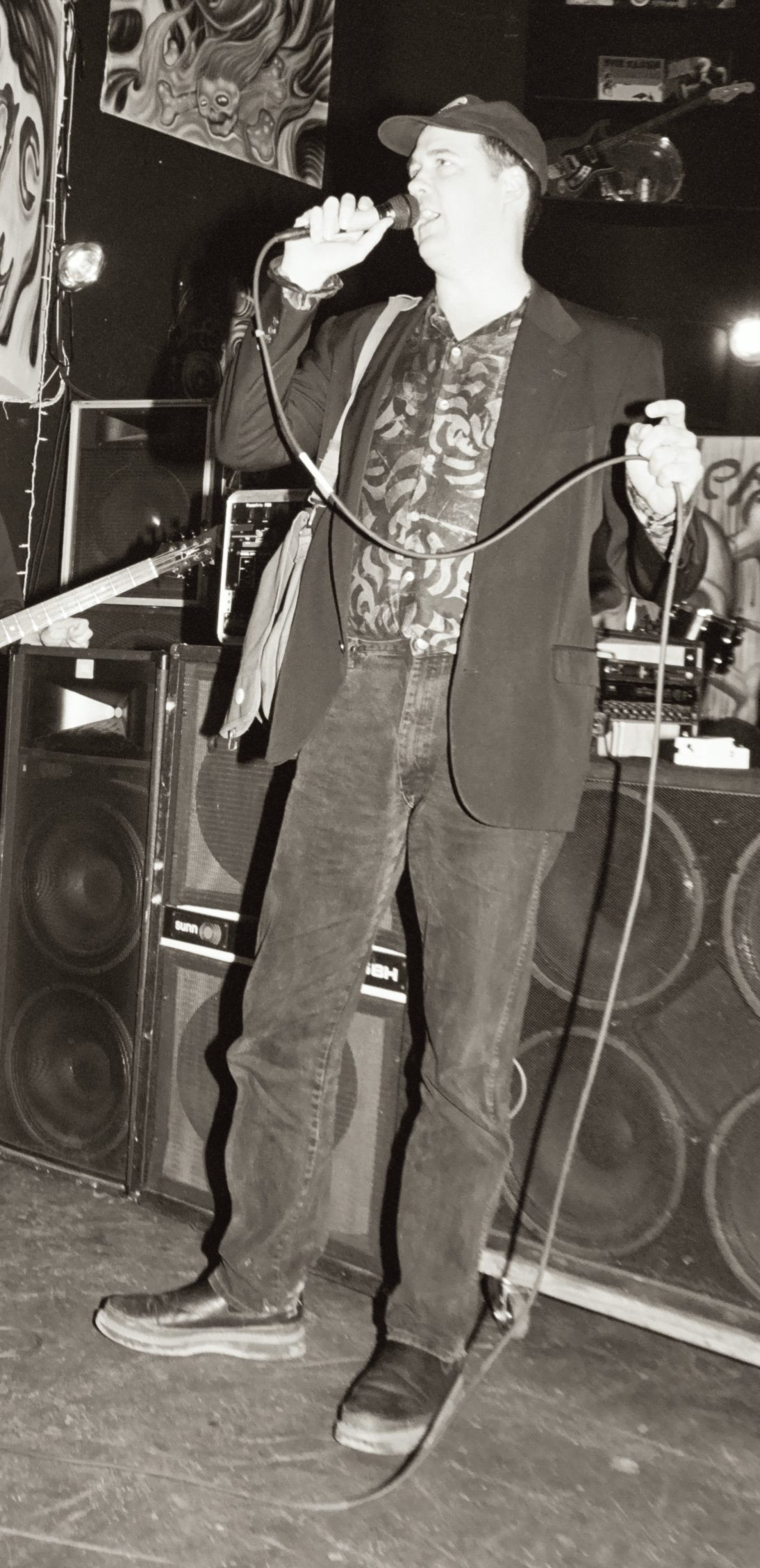
Novoselic en Vancouver, Washington (2004).

Krist siempre intentaba involucrarse en actividades de frentes políticos, algo que desde antes le llamaba la atención. Pues estuvo al tanto en 1992 del intento de la Legislatura del Estado de Washington de aprobar una llamada “Ley de Música Erótica” destinada a mantener ciertos tipos de música alejada de los jóvenes. Krist encabezó la fundación de un comité de acción política con sede en Seattle, el Comité de Acción Política Conjunta de Artistas y Promociones Musicales (JAMPAC, por sus siglas en inglés), que procedió a luchar contra dicha legislación estatal propuesta, la cual pretendía regular letras de canciones que llegasen a considerarse obscenas.
Krist forjó relaciones con varios líderes políticos, como el senador Bill Finkbeiner; el presidente del comité judicial de la cámara de representantes, Dow Constantine; el senador estatal, Brad Owen; y el concejal de la ciudad de Seattle, Greg Nickels. En 1998, Krist se une a otros músicos, actores y activistas políticos en la gira The Spitfire Tour (una gira de discursos gratuitos que se utiliza como plataforma para discutir sobre temas relacionados con asuntos globales). El grupo fue creado en parte por el cantante y defensor de los derechos humanos Zack de la Rocha (Rage Against The Machine). Este grupo realiza giras por campus universitarios todos los años, principalmente en otoño.
A la par de esto, Krist decide comenzar a tomar clases de aviación, para sacar una licencia como piloto. Además de estar envuelto como productor de documentales sobre música grunge. En 1999 se divorcia de su esposa Shelli, y en 2004 contrae matrimonio con la artista Darbury Ayn Stenderu.
En octubre de 2004, Krist publica un libro titulado Del Grunge y el Gobierno: Arreglemos esta Democracia Rota! (Of Grunge and Government: Let's Fix This Broken Democracy!), en el que además de hablar sobre sus vivencias como bajista de Nirvana, expresa sus opiniones sobre varias reformas deseables para los procesos electorales de Estados Unidos. Mientras tanto, se vuelve presidente del Partido Demócrata del Condado de Wahkiakum y de una organización de reforma electoral llamada FairVote. Durante el mismo año, Krist expresa públicamente la posibilidad de presentarse como candidato a vicegobernador de Washington, pero finalmente decide no hacerlo. Dos años más tarde, Krist pronunció un discurso sobre la reforma electoral en la convención nacional del Partido Libertario y, en un momento dado, también declaró brevemente su candidatura de protesta para el puesto de secretario del Condado de Wahkiakum.
Durante unos años Novoselic estuvo trabajando como DJ de manera voluntaria, en los fines de semana, en una radio local comunitaria llamada Coast Community radio (91.1 FM) en Astoria, Oregón; y a partir de 2007 trabajó como columnista del blog Seattle Weekly.

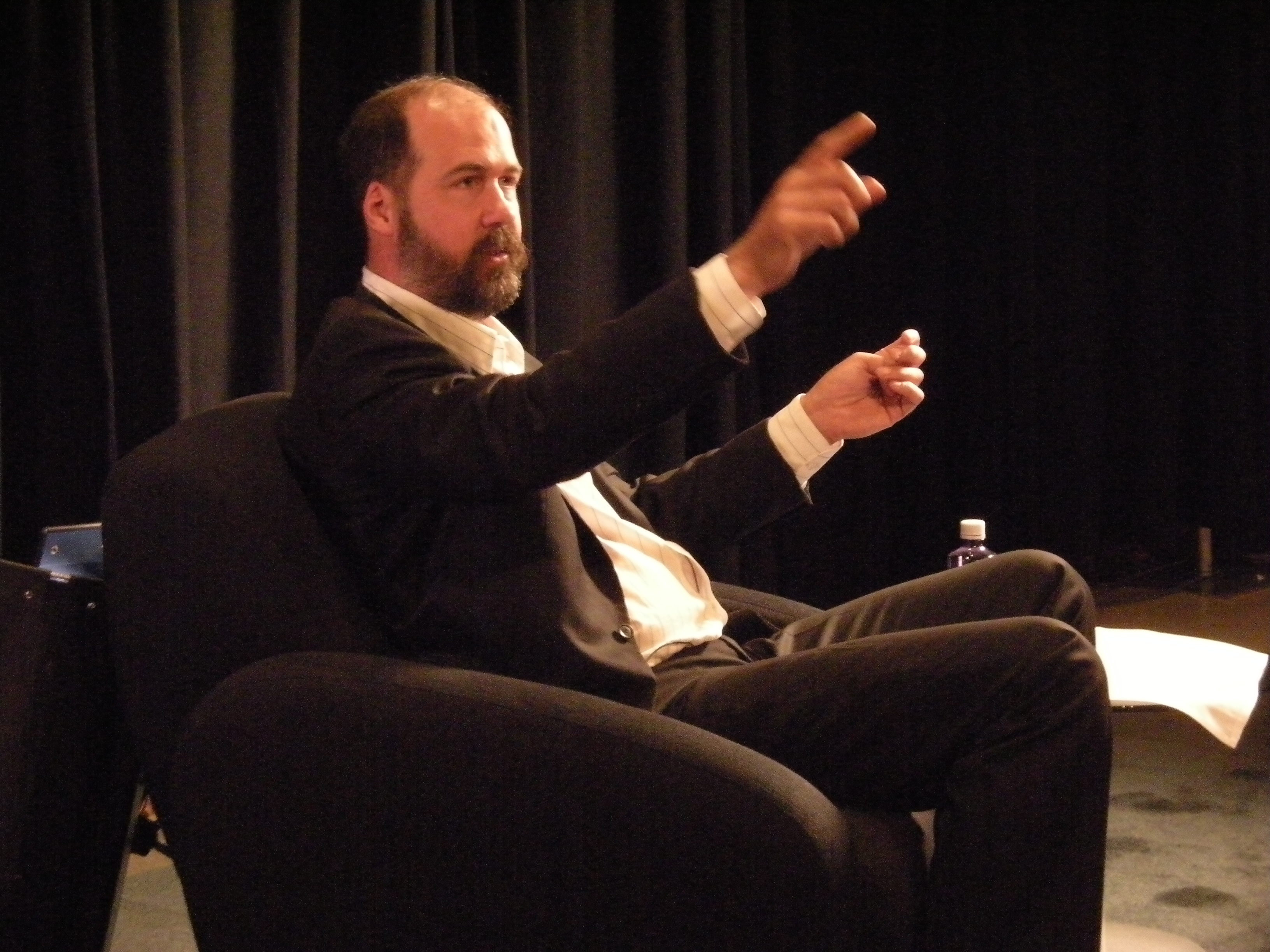
Novoselic en entrevista para la serie Oral History Live en 2008.

En 2008, Krist ofrece una entrevista como evidencia de historia oral, para el Legacy Washington Project, la cual fue grabada en video e impresa. En ella da detalles sobre su vida, desde su infancia, adolescencia y su tiempo como bajista de Nirvana.
En julio de 2024, Novoselic funda el partido político Cascade Party of Washington. Novoselic se postuló como candidato a la presidencia de los Estados Unidos, ya que esto era necesario para poder calificar como un «partido político menor». Krist se dedicó a hacer una gira para reunir firmas, ya que también necesitaban 1000 firmas para poder ser aprobada la petición de nominación presidencial. Para llamar la atención a los eventos, decide fundar una nueva banda hecha especialmente para promover a su partido político, la banda la llamó Bona Fide Band.

### Carrera musical después de Nirvana

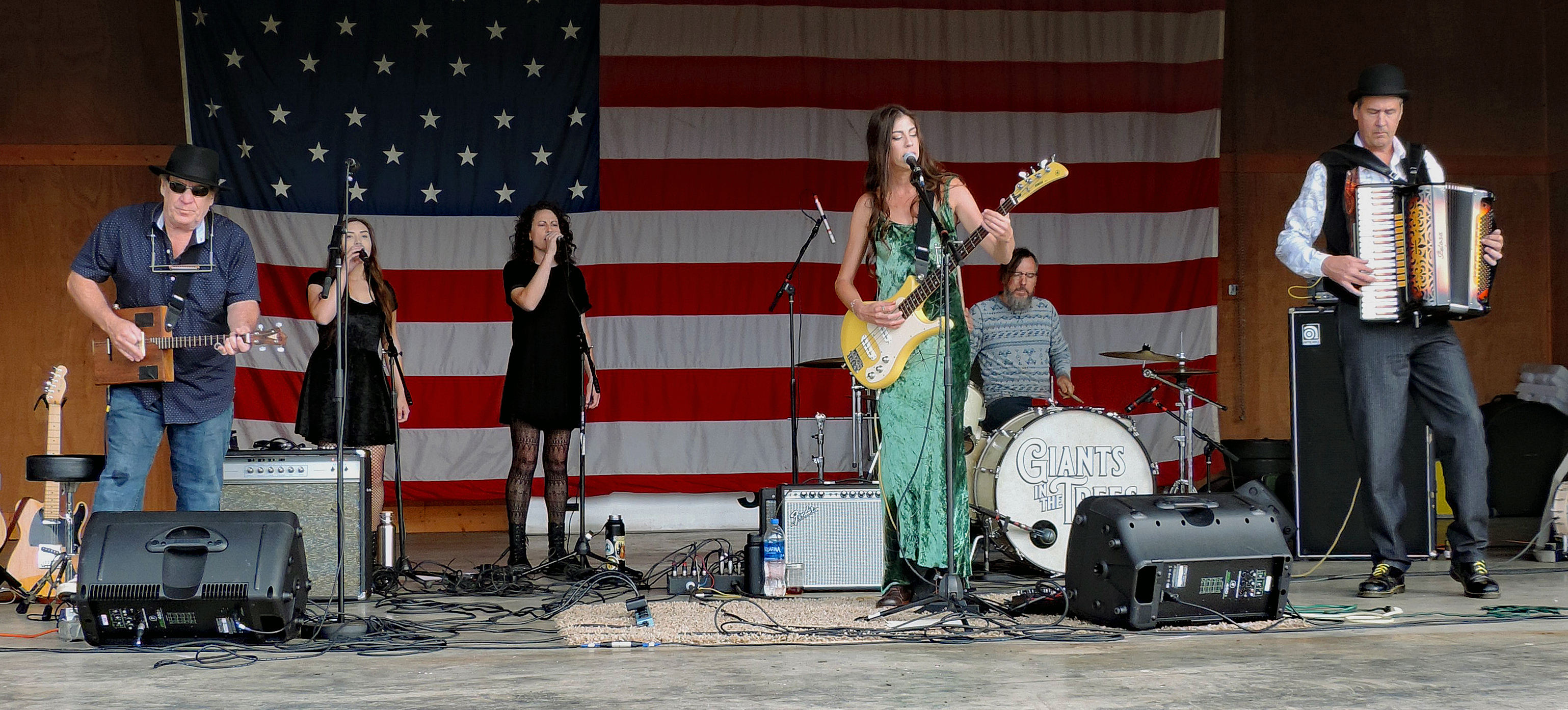
Novoselic (derecha) tocando el acordeón con el grupo Giants in the Trees (2019).

Tras la separación del grupo Sweet 75, en 1997. A la par con su carrera política, Novoselic estuvo en varios proyectos musicales. En 1999 se une con el antiguo líder de los Dead Kennedys, Jello Biafra y con el exguitarrista de Soundgarden, Kim Thayil, para un concierto protesta en Seattle contra la World Trade Organization. Esta agrupación sería más tarde No WTO Combo con la que participa un breve tiempo. Ya en el nuevo milenio, Krist forma el grupo Eyes Adrift. La banda compuesta por integrantes de Meat Puppets y Sublime, y con la que solo edita un álbum en 2002.
De 2006 a 2009, tocaba en la banda de punk rock Flipper. En 2011 contribuyó con el bajo en la canción “I Should Have Known” de los Foo Fighters (banda de su antiguo compañero en Nirvana, Dave Grohl). El 12 de diciembre de 2012, Dave Grohl, Pat Smear y Krist Novoselić se reúnen y se presentaron en el escenario para una noble causa, junto a Paul McCartney haciendo la voz, en un concierto benéfico para recaudar fondos para los afectados del huracán Sandy (proyecto al que llamaron Sirvana). En 2016, Novoselic vuelve a juntarse con Paul McCartney para tocar el tema “Helter Skelter”, cuando el ex-Beatle ofreció un concierto en la ciudad de Seattle. El 10 de abril de 2014, los miembros de Nirvana, Dave Grohl, Pat Smear y Krist Novoselić se reúnen en la ceremonia de ingreso de la banda al Salón de la Fama del Rock and Roll.
En 2017, Novoselic funda la banda Giants in the Trees, en la que desempeña como bajista y acordeonista. En 2019 lanza un álbum junto a Robert Michael Pyle, el cual estuvieron componiendo desde 2010, titulado Butterfly Launches From Spar Pole. En 2022 forma el supergrupo, 3rd Secret, junto a Jillian Raye (de Giants in the Trees), Matt Cameron (de Pearl Jam), Kim Thayil (de Soundgarden), y Bubba Dupree (de Void).
En 2024 funda la agrupación Bona Fide Band para promover su partido político. La grupación formada por Kathy Moore, Jennifer Johnson, Mark Pickerel, Krist Novoselć y Jillian Raye; únicamente toca temas de las bandas Giants in the Trees y 3rd Secret, además de covers de otras bandas famosas.

## Discografía

### Con Nirvana
- 1989: Bleach
- 1991: Nevermind
- 1992: Incesticide
- 1993: In Utero
- 1994: MTV Unplugged In New York (En vivo)
- 1996: From The Muddy Banks Of The Wishkah (compilación en Vivo)
- 2009: Live At Reading (En vivo)

### Con Sweet 75
- 1997: Sweet 75

### Con The No WTO Combo|No WTO Combo
- 2000: Live from the Battle in Seattle

### Con Eyes Adrift
- 2002: Eyes Adrift

### Con Flipper
- 2009: Love
- 2009: Fight

### Con Filthy Friends
- 2017: Invitation

### Con Giants in the Trees
- 2017: Giants in the Trees
- 2019: Volume 2

### Con Butterfly Launches From Spar Pole
- 2019: Butterfly Launches From Spar Pole

### Con 3rd Secret
- 2022: 3rd Secret
- 2023: 2nd 3rd Secret